# Reforma francouzských kantonů 2014
Reforma francouzských kantonů byla vyhlášena zákonem č. 2013-403 ze 17. května 2013 upravujícím volební zákon, a prováděcími vyhláškami z února a března 2014. Francouzské kantony představují volební okrsky pro volby do generálních rad departementů (nově nazývané departemální rady – conseils departementaux). Po aplikaci nového zákona se jednak změnil (snížil) samotný počet kantonů a také volby byly změněny na dvoukolový volební systém – každý kanton je nově zastoupen dvěma radními vzešlými z těchto voleb, a to vždy jedním mužem a jednou ženou.

## Historie
První volby tohoto typu se konaly v březnu 2015, mandáty radních zvolených v předchozích volbách 2008 a 2011 skončily roku 2015 na základě novelizovaného článku 192 volebního zákona.

## Kontext a důvody reformy
V roce 2008 vyhlásil prezident Nicolas Sarkozy reformu územních jednotek (collectivités territoriales), která vedla k vytvoření místní rady (conseil territorial) jako náhrady za generální radu (conseil général) a regionální radu (conseil régional). Po kritice Françoise Hollanda, že systém nerespektuje princip zastoupení dle ústavy, byl zákon v roce 2010 zrušen.
Kantony vznikly za Velké francouzské revoluce v roce 1790 a u třech pětin z nich neproběhla téměř žádná úprava od roku 1801, vyrovnání kantonů s demografickým vývojem probíhalo v posledních dvou stech letech jen u těch nejlidnatějších. Vyvážení volebních obvodů s přihlédnutím na demografickou realitu však již bylo nutné, protože judikát Ústavní rady z roku 2010 ve jménu "principu volební rovnosti" určil, aby se počet obyvatel kantonu nelišil o více než 20 % průměru daného departmentu. Při úpravách hranic kantonů byly uplatněny následující zásady:
- území každého kantonu je stanoveno především podle demografických údajů,
- území každého kantonu je celistvé,
- každá obec, která má pod 3500 obyvatel musí ležet v jediném kantonu.[5]

Další změnou je paritní zastoupení žen v nových departemálních radách. Podle posledních voleb zasedalo v generálních radách celkem 544 žen, tj. 13,9 % všech radních. Departementy Moselle, Horní Savojsko, Indre a Haute-Corse nezvolily žádnou ženu. A jen čtyřem generálním radám předsedaly ženy. Z tohoto důvodu, a také aby byl naplněn článek 1 francouzské ústavy a zákon o poměrném zastoupení ve volených funkcích, byl zaveden nový způsob voleb, ve kterých se volí vždy dva zástupci z každého kantonu – jedna žena a jeden muž.
Současně se změnami hranic kantonů a zajištění poměrného zastoupení bylo změněno i volební období, které bylo od roku 1871 tříleté, a bylo prodlouženo na šest let. Mandáty radních zvolených v letech 2008 nebo 2011 vypršely rokem 2015.

## Realizace reformy
Nové kantony vznikaly na základě spolupráce prefektů, generálních rad a volených zástupců s přihlédnutím k demografické situaci a reálného území. Metodiku upřesňovala vyhláška ministerstva vnitra ze 13. dubna 2013. Údaje o počtu obyvatel pocházely z roku 2010 zveřejněné 1. ledna 2013. Státní rada poté jednotlivé výsledky publikovala formou vyhlášek v týdnu od 24. února do 2. března 2014, tedy více než rok před vyhlášením voleb. Počet kantonů v každém departmentu musel být lichý. Bylo určeno minimálně 13 kantonů pro departmenty, které mají přes 150 000 obyvatel a 17 pro ty s více než 500 000 obyvateli.
Tyto změny se dotkly stejnou měrou 98 departmentů, pouze u tří proběhla reforma s výjimkami – Paříž, Martinik a Francouzská Guyana. Hlavního města se změna nijak nedotkla, ačkoliv jeho 20 obvodů má také status kantonů. Počet radních zůstal stejný, neboť zde pařížskou radu (která kromě města spravuje i department Paříž) tvoří 20 starostů pařížských obvodů. U obou zámořských departmentů byly kantony zrušeny zcela a vznikl zde jen jeden volební obvod. Protože každý department tvoří zároveň i region, byla u nich generální (departmální) a regionální rada sloučena v jeden orgán.
V departmentu Rhône byly kantony začleněny do nového správního celku Métropole de Lyon, který vznikl 1. ledna 2015. Členové této generální rady budou nově zvoleni během následujících komunálních voleb v roce 2021.

## Důsledky reformy
Počet kantonů poklesl ze 4035 na 2054. Celkový počet generálních radních vzrostl ze 4035 na 4108 (nebo ze 4055 na 4128, pokud se započítá i 20 pařížských starostů). INSEE každému novému kantonu přidělil vlastní číslo s platností od 1. ledna 2015. Nové přeskupení kantonů znamenalo, že některá města ztratila v daném kantonu statut chef-lieu.
| Departmenty                       | Počet kantonů | Počet kantonů  | Počet generálních (departmenálních) radních | Počet generálních (departmenálních) radních |
| Departmenty                       | 2014          | Po březnu 2015 | 2014                                        | Po březnu 2015                              |
| --------------------------------- | ------------- | -------------- | ------------------------------------------- | ------------------------------------------- |
| Paříž                             | (20)          | (20)           | (20)                                        | (20)                                        |
| metropolitní Francie (mimo Paříž) | 3863          | 1995           | 3863                                        | 3990                                        |
| Guadeloupe                        | 40            | 21             | 40                                          | 42                                          |
| Réunion                           | 49            | 25             | 49                                          | 50                                          |
| Mayotte                           | 19            | 13             | 19                                          | 26                                          |
| Martinik                          | 45            | —              | 45                                          | —                                           |
| Guyana                            | 19            | —              | 19                                          | —                                           |
| Celkem (s Paříží)                 | 4035 (4055)   | 2054 (2074)    | 4035 (4055)                                 | 4108 (4128)                                 |

Ze všech 2054 nových kantonů má jen 29 kantonů (1,4 %) „demografickou výjimku“, tj. jejich obyvatelstvo tvoří víc než 20 % z průměrného počtu populace v daném departmentu. Kromě toho 497 kantonů (24,2 %) přesahuje 15 % odchylku od průměru v departmentu. Z nich se 70 kantonů (3,4 %) velmi blíží k demografické hranici (19 %–20 %).
Do reformy platilo pravidlo, že kanton musí být vždy celý součástí některého z arrondissementů. Státní rada uvedla, že tento požadavek ztratil své opodstatnění.
K 9. červenci 2014 Státní rada zaregistrovala 2558 odvolání k vyhláškám o novém uspořádání kantonů. Nejvíce jich došlo z departmentů Isère (443), Vendée (383) a Loiret (242). Většina došla od opozičních radních, kteří kritizovali nový dvoukolový volební systém a tvrdili, že zvýhodňuje současnou vládní většinu pro příští volby, a také že nerespektuje historické vazby venkova. Z připomínek byly do zákona Státní radou uznány čtyři zásadní. Především dle žádosti obce Dieuze může být připojení nějaké obce ke kantonu podrobeno soudnímu přezkumu.

## Přehled departmentů
| Department | Department              | Populace k 1. lednu 2013 | Populace k 1. lednu 2013 | Po reorganizaci                     | Po reorganizaci |
| Code       | Název                   | Počet kantonů            | Počet obyvatel           | Vyhláška o reorganizaci             | Počet kantonů   |
| ---------- | ----------------------- | ------------------------ | ------------------------ | ----------------------------------- | --------------- |
| 01         | Ain                     | 43                       | 597341                   | Vyhl. č. 2014-147 z 13. února 2014  | 23              |
| 02         | Aisne                   | 42                       | 540508                   | Vyhl. č. 2014-202 z 21. února 2014  | 21              |
| 03         | Allier                  | 35                       | 342908                   | Vyhl. č. 2014-265 z 27. února 2014  | 19              |
| 04         | Alpes-de-Haute-Provence | 30                       | 160149                   | Vyhl. č. 2014-226 z 24. února 2014  | 15              |
| 05         | Hautes-Alpes            | 30                       | 136971                   | Vyhl. č. 2014-193 z 20. února 2014  | 15              |
| 06         | Alpes-Maritimes         | 52                       | 1078729                  | Vyhl. č. 2014-227 z 24. února 2014  | 27              |
| 07         | Ardèche                 | 33                       | 315090                   | Vyhl. č. 2014-148 z 13. února 2014  | 17              |
| 08         | Ardensko                | 37                       | 283250                   | Vyhl. č. 2014-203 z 21. února 2014  | 19              |
| 09         | Ariège                  | 22                       | 152038                   | Vyhl. č. 2014-174 z 18. února 2014  | 13              |
| 10         | Aube                    | 33                       | 303327                   | Vyhl. č. 2014-216 z 21. února 2014  | 17              |
| 11         | Aude                    | 35                       | 356467                   | Vyhl. č. 2014-204 z 21. února 2014  | 19              |
| 12         | Aveyron                 | 46                       | 276805                   | Vyhl. č. 2014-205 z 21. února 2014  | 23              |
| 13         | Bouches-du-Rhône        | 57                       | 1972018                  | Vyhl. č. 2014-271 z 27. února 2014  | 29              |
| 14         | Calvados                | 49                       | 683105                   | Vyhl. č. 2014-160 ze 17. února 2014 | 25              |
| 15         | Cantal                  | 27                       | 148162                   | Vyhl. č. 2014-149 z 13. února 2014  | 15              |
| 16         | Charente                | 35                       | 351577                   | Vyhl. č. 2014-195 z 20. února 2014  | 19              |
| 17         | Charente-Maritime       | 51                       | 622323                   | Vyhl. č. 2014-269 z 27. února 2014  | 27              |
| 18         | Cher                    | 35                       | 311257                   | Vyhl. č. 2014-206 z 21. února 2014  | 19              |
| 19         | Corrèze                 | 37                       | 243551                   | Vyhl. č. 2014-228 z 24. února 2014  | 19              |
| 2A         | Corse-du-Sud            | 22                       | 143600                   | Vyhl. č. 2014-229 z 24. února 2014  | 11              |
| 2B         | Haute-Corse             | 30                       | 166093                   | Vyhl. č. 2014-255 z 26. února 2014  | 15              |
| 21         | Côte-d'Or               | 43                       | 524358                   | Vyhl. č. 2014-175 z 18. února 2014  | 23              |
| 22         | Côtes-d'Armor           | 52                       | 591641                   | Vyhl. č. 2014-150 z 13. února 2014  | 27              |
| 23         | Creuse                  | 27                       | 123029                   | Vyhl. č. 2014-161 ze 17. února 2014 | 15              |
| 24         | Dordogne                | 50                       | 414149                   | Vyhl. č. 2014-218 z 21. února 2014  | 25              |
| 25         | Doubs                   | 35                       | 527770                   | Vyhl. č. 2014-240 z 25. února 2014  | 19              |
| 26         | Drôme                   | 36                       | 484715                   | Vyhl. č. 2014-191 z 20. února 2014  | 19              |
| 27         | Eure                    | 43                       | 586543                   | Vyhl. č. 2014-241 z 25. února 2014  | 23              |
| 28         | Eure-et-Loir            | 29                       | 428933                   | Vyhl. č. 2014-231 z 24. února 2014  | 15              |
| 29         | Finistère               | 54                       | 897628                   | Vyhl. č. 2014-151 z 13. února 2014  | 27              |
| 30         | Gard                    | 46                       | 709700                   | Vyhl. č. 2014-226 z 24. února 2014  | 23              |
| 31         | Haute-Garonne           | 53                       | 1243641                  | Vyhl. č. 2014-152 z 13. února 2014  | 27              |
| 32         | Gers                    | 31                       | 188159                   | Vyhl. č. 2014-254 z 26. února 2014  | 17              |
| 33         | Gironde                 | 63                       | 1449245                  | Vyhl. č. 2014-192 z 20. února 2014  | 33              |
| 34         | Hérault                 | 49                       | 1044558                  | Vyhl. č. 2014-258 z 26. února 2014  | 25              |
| 35         | Ille-et-Vilaine         | 53                       | 988140                   | Vyhl. č. 2014-177 z 18. února 2014  | 27              |
| 36         | Indre                   | 26                       | 231176                   | Vyhl. č. 2014-178 z 18. února 2014  | 13              |
| 37         | Indre-et-Loire          | 37                       | 590515                   | Vyhl. č. 2014-179 z 18. února 2014  | 19              |
| 38         | Isère                   | 58                       | 1206374                  | Vyhl. č. 2014-180 z 18. února 2014  | 29              |
| 39         | Jura                    | 34                       | 261534                   | Vyhl. č. 2014-165 ze 17. února 2014 | 17              |
| 40         | Landes                  | 30                       | 384320                   | Vyhl. č. 2014-181 z 18. února 2014  | 15              |
| 41         | Loir-et-Cher            | 30                       | 330079                   | Vyhl. č. 2014-213 z 21. února 2014  | 15              |
| 42         | Loire                   | 40                       | 748947                   | Vyhl. č. 2014-260 z 26. února 2014  | 21              |
| 43         | Haute-Loire             | 35                       | 224006                   | Vyhl. č. 2014-162 ze 17. února 2014 | 19              |
| 44         | Loire-Atlantique        | 59                       | 1282052                  | Vyhl. č. 2014-243 z 25. února 2014  | 31              |
| 45         | Loiret                  | 41                       | 656105                   | Vyhl. č. 2014-244 z 25. února 2014  | 21              |
| 46         | Lot                     | 31                       | 174578                   | Vyhl. č. 2014-154 z 13. února 2014  | 17              |
| 47         | Lot-et-Garonne          | 40                       | 331123                   | Vyhl. č. 2014-257 z 26. února 2014  | 21              |
| 48         | Lozère                  | 25                       | 77082                    | Vyhl. č. 2014-245 z 25. února 2014  | 13              |
| 49         | Maine-et-Loire          | 41                       | 784810                   | Vyhl. č. 2014-259 z 26. února 2014  | 21              |
| 50         | Manche                  | 52                       | 498747                   | Vyhl. č. 2014-246 z 25. února 2014  | 27              |
| 51         | Marne                   | 44                       | 565307                   | Vyhl. č. 2014-208 z 21. února 2014  | 23              |
| 52         | Haute-Marne             | 32                       | 184039                   | Vyhl. č. 2014-163 ze 17. února 2014 | 17              |
| 53         | Mayenne                 | 32                       | 306337                   | Vyhl. č. 2014-209 z 21. února 2014  | 17              |
| 54         | Meurthe-et-Moselle      | 44                       | 732207                   | Vyhl. č. 2014-261 z 26. února 2014  | 23              |
| 55         | Meuse                   | 31                       | 193923                   | Vyhl. č. 2014-166 ze 17. února 2014 | 17              |
| 56         | Morbihan                | 42                       | 721657                   | Vyhl. č. 2014-215 z 21. února 2014  | 21              |
| 57         | Moselle                 | 51                       | 1045066                  | Vyhl. č. 2014-183 z 18. února 2014  | 27              |
| 58         | Nièvre                  | 32                       | 219584                   | Vyhl. č. 2014-184 z 18. února 2014  | 17              |
| 59         | Nord                    | 79                       | 2576770                  | Vyhl. č. 2014-167 ze 17. února 2014 | 41              |
| 60         | Oise                    | 41                       | 803595                   | Vyhl. č. 2014-196 z 20. února 2014  | 21              |
| 61         | Orne                    | 40                       | 291642                   | Vyhl. č. 2014-247 z 25. února 2014  | 21              |
| 62         | Pas-de-Calais           | 77                       | 1461387                  | Vyhl. č. 2014-233 z 24. února 2014  | 39              |
| 63         | Puy-de-Dôme             | 61                       | 632311                   | Vyhl. č. 2014-210 z 21. února 2014  | 31              |
| 64         | Pyrénées-Atlantiques    | 52                       | 653515                   | Vyhl. č. 2014-248 z 25. února 2014  | 27              |
| 65         | Hautes-Pyrénées         | 34                       | 229458                   | Vyhl. č. 2014-242 z 25. února 2014  | 17              |
| 66         | Pyrénées-Orientales     | 31                       | 448543                   | Vyhl. č. 2014-262 z 26. února 2014  | 17              |
| 67         | Bas-Rhin                | 44                       | 1095905                  | Vyhl. č. 2014-185 z 18. února 2014  | 23              |
| 68         | Haut-Rhin               | 31                       | 749782                   | Vyhl. č. 2014-207 z 21. února 2014  | 17              |
| 69         | Rhône                   | 54                       | 1725177                  | Vyhl. č. 2014-267 z 27. února 2014  | 13              |
| 70         | Haute-Saône             | 32                       | 239548                   | Vyhl. č. 2014-164 ze 17. února 2014 | 17              |
| 71         | Saône-et-Loire          | 57                       | 555663                   | Vyhl. č. 2014-182 z 18. února 2014  | 29              |
| 72         | Sarthe                  | 40                       | 563518                   | Vyhl. č. 2014-234 z 24. února 2014  | 21              |
| 73         | Savojsko                | 37                       | 414959                   | Vyhl. č. 2014-272 z 27. února 2014  | 19              |
| 74         | Horní Savojsko          | 34                       | 738088                   | Vyhl. č. 2014-153 z 13. února 2014  | 17              |
| 75         | Paříž                   | —                        | 2243833                  | nedotčeno                           | —               |
| 76         | Seine-Maritime          | 69                       | 1250411                  | Vyhl. č. 2014-266 z 27. února 2014  | 35              |
| 77         | Seine-et-Marne          | 43                       | 1324865                  | Vyhl. č. 2014-186 z 18. února 2014  | 23              |
| 78         | Yvelines                | 39                       | 1408765                  | Vyhl. č. 2014-214 z 21. února 2014  | 21              |
| 79         | Deux-Sèvres             | 33                       | 369270                   | Vyhl. č. 2014-176 z 18. února 2014  | 17              |
| 80         | Somme                   | 46                       | 570741                   | Vyhl. č. 2014-263 z 26. února 2014  | 23              |
| 81         | Tarn                    | 46                       | 375379                   | Vyhl. č. 2014-170 ze 17. února 2014 | 23              |
| 82         | Tarn-et-Garonne         | 30                       | 241698                   | Vyhl. č. 2014-273 z 27. února 2014  | 15              |
| 83         | Var                     | 43                       | 1008183                  | Vyhl. č. 2014-270 z 27. února 2014  | 23              |
| 84         | Vaucluse                | 24                       | 543105                   | Vyhl. č. 2014-249 z 25. února 2014  | 17              |
| 85         | Vendée                  | 31                       | 634778                   | Vyhl. č. 2014-169 ze 17. února 2014 | 17              |
| 86         | Vienne                  | 38                       | 427193                   | Vyhl. č. 2014-264 z 26. února 2014  | 19              |
| 87         | Haute-Vienne            | 42                       | 376191                   | Vyhl. č. 2014-194 z 20. února 2014  | 21              |
| 88         | Vosges                  | 31                       | 379724                   | Vyhl. č. 2014-268 z 27. února 2014  | 17              |
| 89         | Yonne                   | 42                       | 342510                   | Vyhl. č. 2014-156 z 13. února 2014  | 21              |
| 90         | Territoire de Belfort   | 15                       | 142911                   | Vyhl. č. 2014-155 z 13. února 2014  | 9               |
| 91         | Essonne                 | 42                       | 1215340                  | Vyhl. č. 2014-230 z 24. února 2014  | 21              |
| 92         | Hauts-de-Seine          | 45                       | 1572490                  | Vyhl. č. 2014-256 z 26. února 2014  | 23              |
| 93         | Seine-Saint-Denis       | 40                       | 1522048                  | Vyhl. č. 2014-217 z 21. února 2014  | 21              |
| 94         | Val-de-Marne            | 49                       | 1327732                  | Vyhl. č. 2014-171 ze 17. února 2014 | 25              |
| 95         | Val-d'Oise              | 39                       | 1171161                  | Vyhl. č. 2014-168 ze 17. února 2014 | 21              |
| 971        | Guadeloupe              | 40                       | 403355                   | Vyhl. č. 2014-235 z 24. února 2014  | 21              |
| 972        | Martinik                | 45                       | 394173                   | bez kantonů                         | —               |
| 973        | Guyana                  | 19                       | 229040                   | bez kantonů                         | —               |
| 974        | Réunion                 | 49                       | 821136                   | Vyhl. č. 2014-236 z 24. února 2014  | 25              |
| 976        | Mayotte                 | 19                       | 212645                   | Vyhl. č. 2014-157 z 13. února 2014  | 13              |
| Celkem     | Celkem                  | 4035                     |                          | —                                   | 2054            |